# Gordion
Gordion ili Gordij (frigijski: Gordum; grčki: Γόρδιον; tur. Gordion, ili tr. Gordiyon, lat. Gordium) je bio glavni grad drevne Frigije. Nalazio se na mjestu današnjeg Yassıhüyüka, oko 70 – 80 km jugozapadno od Ankare, u neposrednoj blizini okruga Polatlı. Položaj Gordiona na ušću rijeka Sakarya i Porsuk dao mu je strateški položaj s kontrolom nad plodnom zemljom. Gordion se nalazi na mjestu gdje je drevna cesta između Lidije i Asirije / Babilonije prelazila rijeku Sangarius. Zauzetost na tom mjestu potvrđena je od ranog brončanog doba (oko 2300. pr. Kr.) kontinuirano do 4. stoljeća i ponovno u 13. i 14. st. Humak Citadele u Gordionu prostire se na otprilike 13,5 hektara, a na njegovoj visini naselja su se protezala izvan toga na području veličine otprilike 100 hektara. Gordion je oko 800. pr. Kr. postao glavni grad frigijske civilizacije. Kimerijci su ga osvojili 690. pr. Kr, a Aleksandar Veliki je 334. pr. Kr. tamo rasjekao poznati čvor.
Duga tradicija tumula na tom mjestu važan je zapis elitne monumentalnosti i pogrebne prakse tijekom željeznog doba.
Godine 2023. Gordion je uvršten na UNESCO-ov popis svjetske baštine.

## Vanjske poveznice
- Službena stranica Arheološkog projekta Gordion  Arhivirana inačica izvorne stranice od 22. rujna 2019. (Wayback Machine)  </link>
- Gordion Research Bibliography
- Konzervacija u Gordionu od strane Laboratorija za konzervaciju arhitekture Sveučilišta u Pennsylvaniji
- Iskopavanje, proučavanje iskopanog materijala 1988. – 1996., regionalni površinski pregled i etnografski pregled Mary Voigt.
- Erozija, bioraznolikost i arheologija: Očuvanje Midinog tumula u Gordionu Naomi F. Miller
- Livije.org: Frigijci
- Iskopavanja muzeja Sveučilišta Pennsylvania u Gordionu
- Slike iz muzeja, Midas tumulus i pravi Gordium